# The Game Factory
The Game Factory era una compañía internacional, europea y americana, editora de videojuegos. La compañía fue fundada en 2004 y es propiedad de KE Mathiasen A/S con sede situada a las afueras de Aarhus, Dinamarca. Sus títulos fueron distribuidos por el departamento de ventas de la propia compañía en Escandinavia, por su empresa matriz KE Media o bien desde alguna de las dos subsidiarias de pleno derecho en Santa Mónica (Estados Unidos) y Londres (Reino Unido).
Desde el año 2008, no se sabe nada de la empresa ni de sus subsidiarias, y dejó de sacar juegos, el último lanzado fue Rubik's World, para Nintendo Wii y Nintendo DS.

## Videojuegos

### Game Boy Advance
- Babar to the Rescue
- Care Bears: Care Quest
- Franklin's Great Adventures
- Garfield and His Nine Lives
- Garfield: The Search for Pooky
- Koala Brothers: Outback Adventures
- The Land Before Time: Into the Mysterious Beyond
- Noddy: A Day in Toyland
- Postman Pat and the Greendale Rocket
- Strawberry Shortcake: The Sweet Dreams Game
- Strawberry Shortcake: Summertime Adventure
- Strawberry Shortcake: Ice Cream Island Riding Camp

### Nintendo GameCube
- Franklin The Turtle: A Birthday Surprise

### Nintendo DS
- Babar
- Biker Mice From Mars
- Bratz Ponyz
- Bratz Ponyz 2
- Build-A-Bear Workshop
- Cartoon Network Racing
- Code Lyoko
- Code Lyoko: Fall of X.A.N.A.
- Di-Gata Defenders
- Franklin's Great Adventures
- Garfield: A Tail of Two Kitties
- Garfield's Nightmare
- Miss Spider: Harvest Time Hop and Fly
- Pet Alien: An Intergalactic Puzzlepalooza
- Strawberry Shortcake: Strawberryland Games
- Strawberry Shortcake: The Four Seasons Cake
- Zenses: Ocean
- Zenses: Rain Forest

### Wii
- Code Lyoko: Quest for Infinity
- Legend of the Dragon

### PlayStation 2
- Babar
- Biker Mice From Mars
- Cartoon Network Racing
- Code Lyoko: Quest for Infinity
- Franklin The Turtle: A Birthday Surprise
- Garfield: A Tail of Two Kitties
- Legend of the Dragon
- Noddy and the Magic Book

### PlayStation Portable
- Biker Mice From Mars
- Code Lyoko: Quest for Infinity
- Legend of the Dragon

### Xbox
- Biker Mice From Mars

### PC
- Biker Mice Drom Mars
- Garfield: A Tail of Two Kitties
- Miss Spider: Scavenger Hunt
- Postman Pat
- Strawberry Shortcake And Her Berry Best Friends
- Strawberry Shortcake: The Sweet Dreams Game

### Wireless
- Legend of the Dragon